# Bos en Lommer

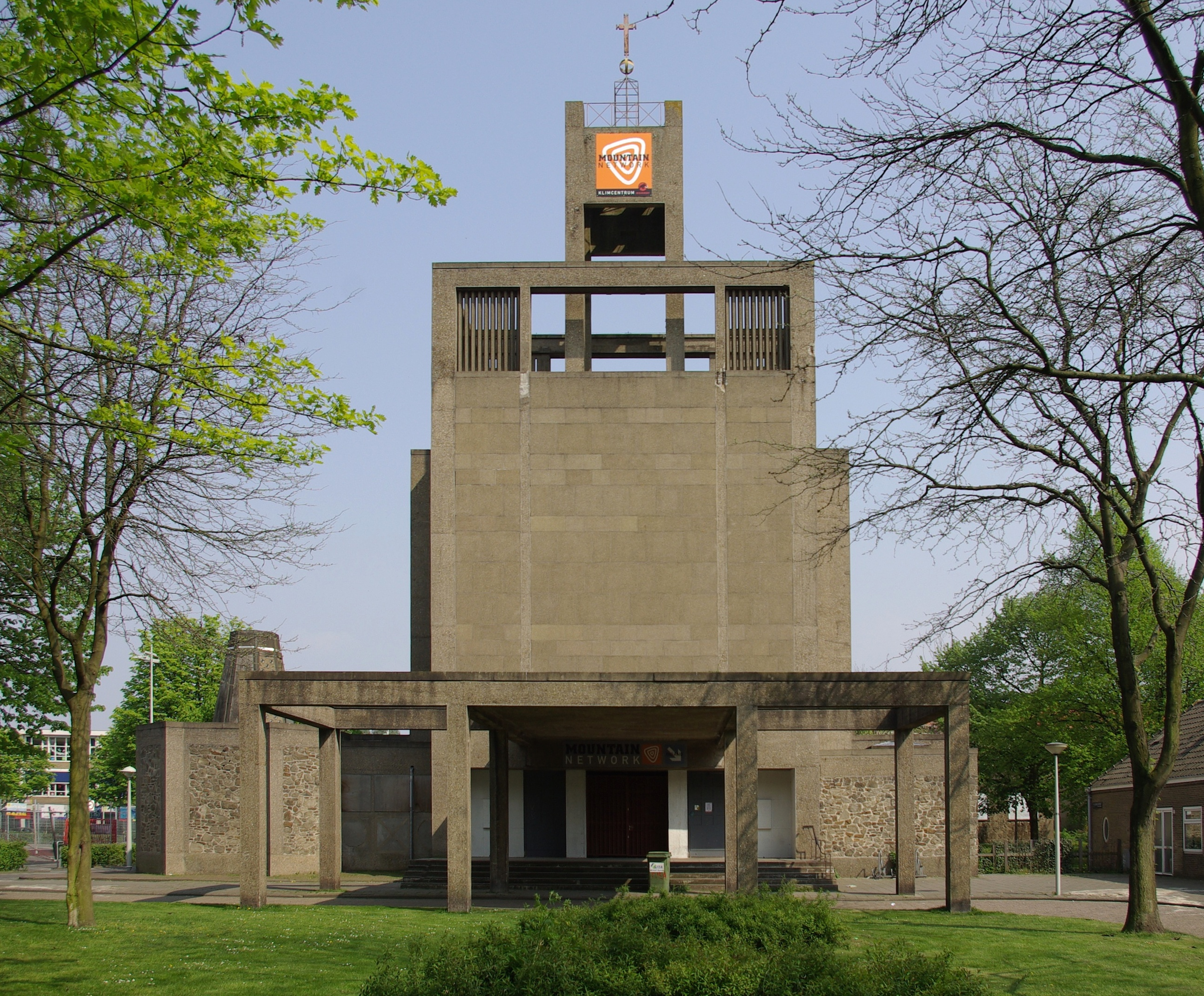
Kyrkan Sint Joseph.

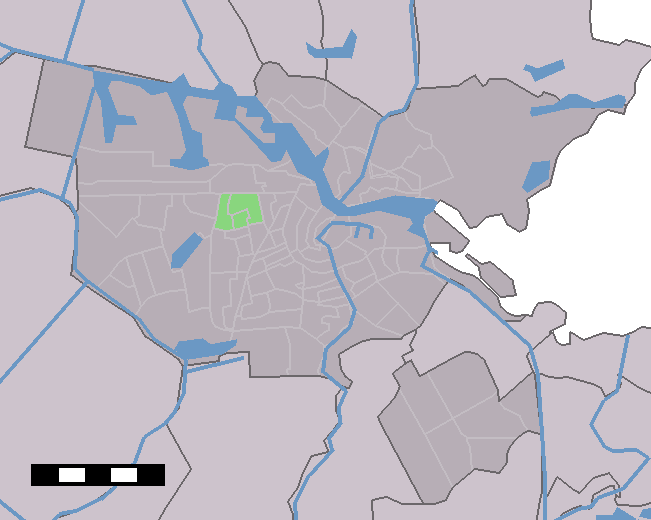
Läge i Amsterdams kommun.

Bos en Lommer är en stadsdel i den nederländska huvudstaden Amsterdam. Stadsdelen hade 2003 totalt 30 660 invånare och en total area på 2,71 km².